# Bittacus bifurcatus
Bittacus bifurcatus är en näbbsländeart som beskrevs av Hua, Tan in Hua, Tan och Huang 2008. Bittacus bifurcatus ingår i släktet Bittacus och familjen styltsländor. Inga underarter finns listade i Catalogue of Life.